# Махбубнагар (округ)
Махбубнагар (телугу మహబూబ్ నగర్ జిల్లా; урду مہبوب نگر ضلع‎; англ. Mahbubnagar) — округ на западе индийского штата Телангана, до 2014 года входил в состав штата Андхра-Прадеш. Образован в 1948 году. Административный центр — город Махбубнагар. Площадь округа — 18 432 км². По данным всеиндийской переписи 2001 года население округа составляло 3 513 934 человека. Уровень грамотности взрослого населения составлял 44,4 %, что значительно ниже среднеиндийского уровня (59,5 %). Доля городского населения составляла 10,6 %.